# Sédhiou
Sédhiou ist eine Stadt im Süden des Senegal. Sie ist Hauptstadt der Region Sédhiou und des Départements Sédhiou.

## Geographische Lage
Sédhiou befindet sich im Zentrum der Casamance, dem Landesteil des Senegal, der sich zwischen Gambia und Guinea-Bissau erstreckt. Die Stadt liegt am rechten nördlichen Ufer des Casamance-Flusses, der hier eine Breite von etwa 1,9 km hat und bei Sédhiou auf seinem Weg zum Atlantik nach Westen für etwa 25 km nach Süden fließt. Das offene Meer ist noch etwa 160 Stromkilometer entfernt.

## Bevölkerung
Die letzten Volkszählungen ergaben für die Stadt jeweils folgende Einwohnerzahlen:
| Jahr | Einwohner |
| ---- | --------- |
| 1976 | 9.332     |
| 1988 | 13.212    |
| 2002 | 18.465    |
| 2013 | 24.213    |
| 2023 | 31.511    |

## Verkehr
Da schon das gesamte Département Sédhiou durch die isolierte Lage zwischen den Unterläufen von Casamance-Fluss und Soungrougrou nicht von dem Fernstraßennetz im Senegal erschlossen wird, führen nur Regionalstraßen von Westen und Norden nach Sédhiou. Nach Westen führt die R 21 über die Fähre von Marsassoum nach Bignona und Ziguinchor und im Norden geht die R 22 nach Madina Wandifa und Bounkiling. Dabei überquert die Straße den Soungrougrou bei dem Dorf Diaroumé und in Madina Wandifa mündet sie in die als Transgambienne bekannte N 4. Diese verbindet den Westen und Norden der Casamance über Gambia sowie über Nioro du Rip und Kaolack mit dem Rest des Landes.
Von der Nordstrecke zweigt bei Diendé eine Straße ostwärts nach Kolda ab, wo eine Brücke über den Casamance-Fluss geht und eine Verbindung schafft zu der das Südufer begleitenden N 6. Ansonsten ist das Südufer nur auf dem Wasserweg erreichbar. In Sédhiou gibt es eine Fähre, die mit einer 2400 Meter langen Überfahrt das andere Ufer bei Sandinièr erreicht.

## Städtepartnerschaften
- Les Ulis, Frankreich

## Persönlichkeiten
- Sadio Mané (* 1992), senegalesischer Fußballspieler